# Enrico Lorenzetti
Enrico Lorenzetti was een Italiaans motorcoureur. Zijn beste seizoen was dat van 1952, toen hij de wereldkampioen in de 250cc-klasse werd. 
Enrico werd in Rome geboren en was de oudste van zes broers. Zijn moeder overleed toen hij nog jong was en hij verhuisde met zijn vader naar Milaan. 

## Carrière

### 1935-1948
In 1935 nam hij voor het eerst deel aan een motorwedstrijd, een betrouwbaarheidsrit in Bergamo. Hij werd gedeeld eerste met een Simplex 500. Daarna kocht hij een 250cc-Triumph. Ook hiermee won hij een aantal wedstrijden. In 1936 maakte hij naam door de eerste Milaan-Napels race te winnen. Deze wedstrijd over een afstand van 900 kilometer won hij met een gemiddelde snelheid van 80 km/uur. Lorenzetti reed naar de wedstrijden met de Triumph. Vóór de start verwijderde hij de koplamp, de uitlaatdemper en een deel van het achterspatbord, stopte deze onderdelen in zijn rugzak en reed op die manier de race. Hierna won hij nog meer wedstrijden, zowel betrouwbaarheidsritten, terreinritten en heuvelklimwedstrijden, vaak op de Triumph, maar soms ook op een Miller, een Benelli, een Sertum of een Taurus. Hij reed ook op een "Special", een motorfiets die hij zelf had gebouwd en waar een Rudge-motor in hing.

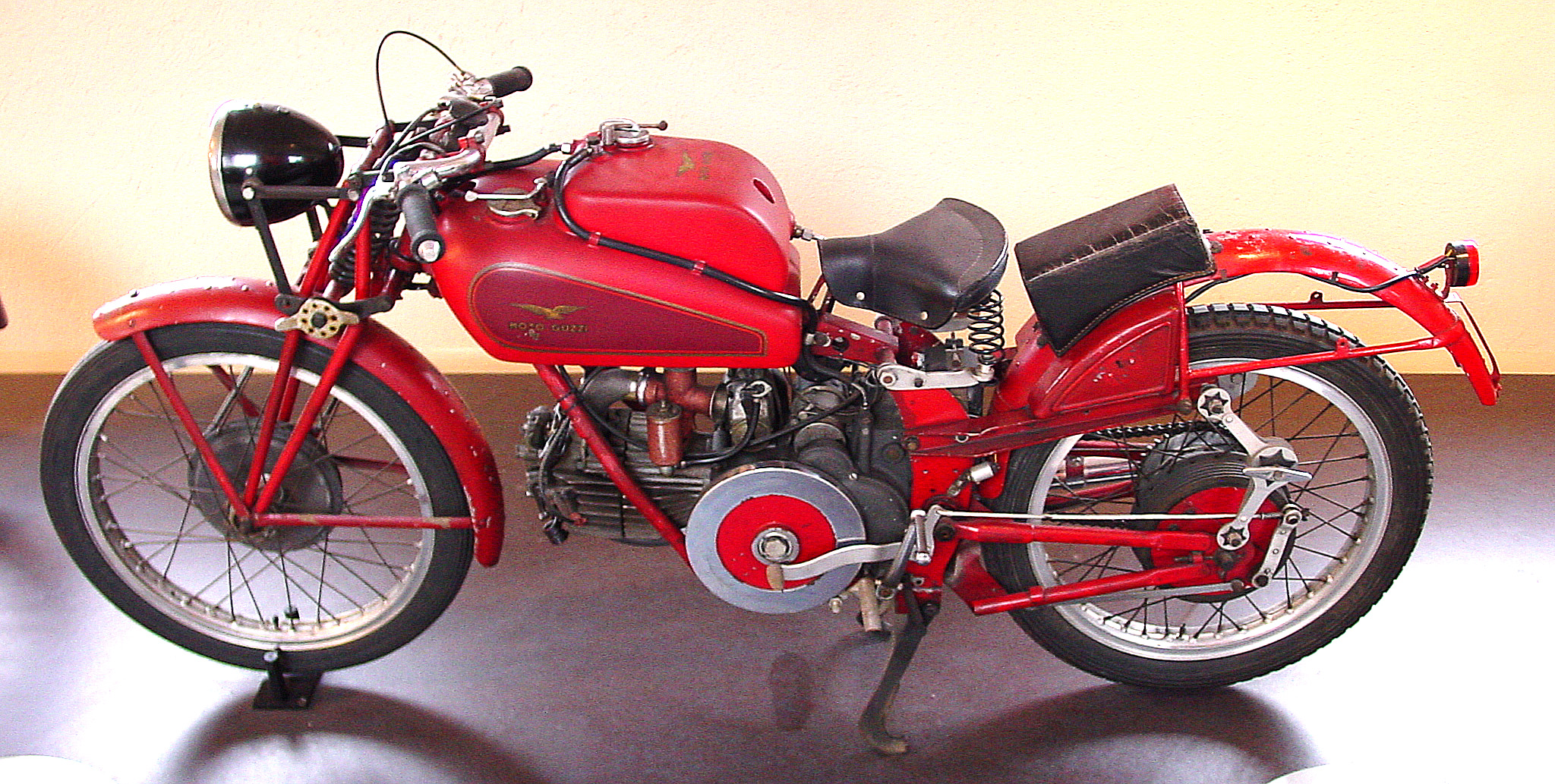
Moto Guzzi Condor

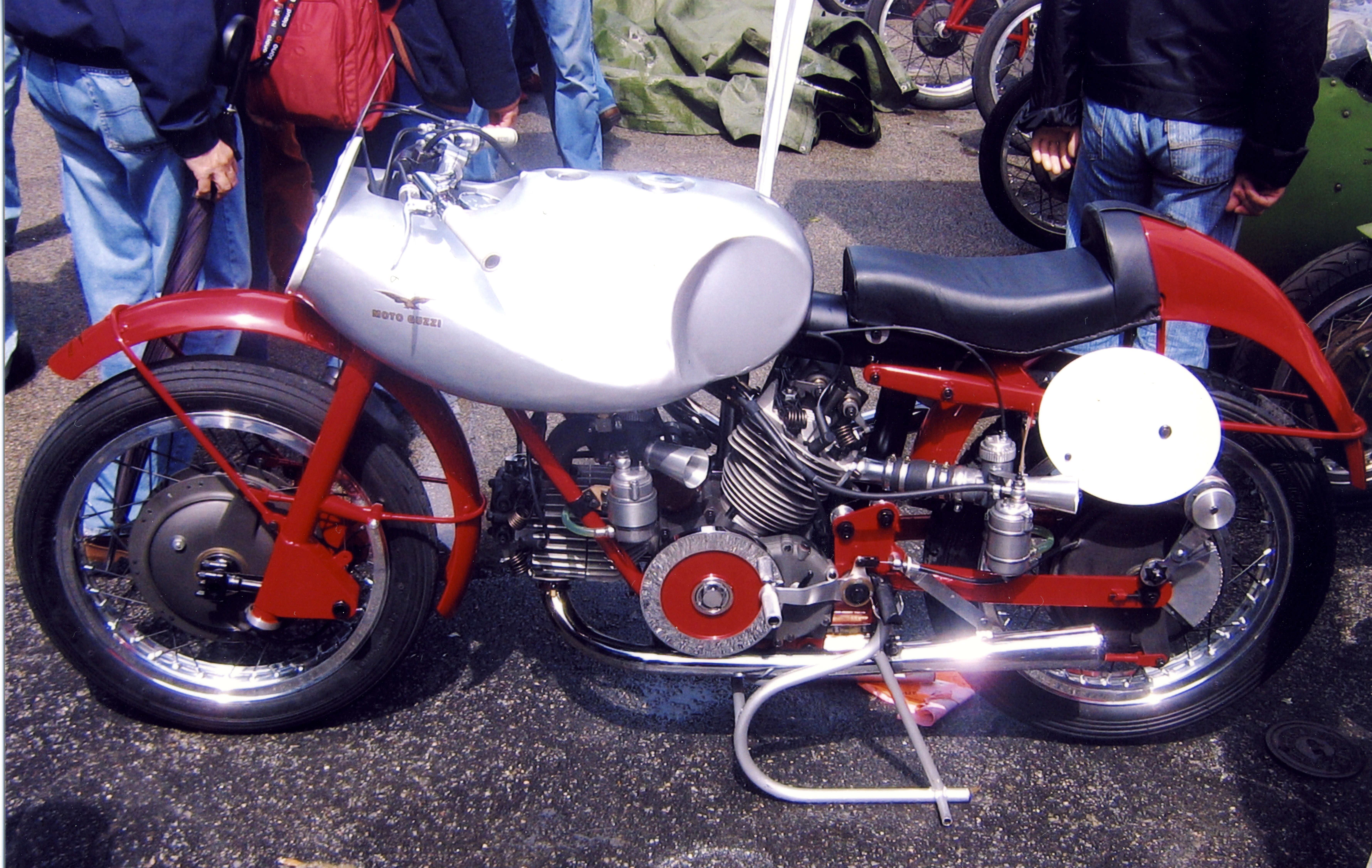
Moto Guzzi Bicilindrica 500

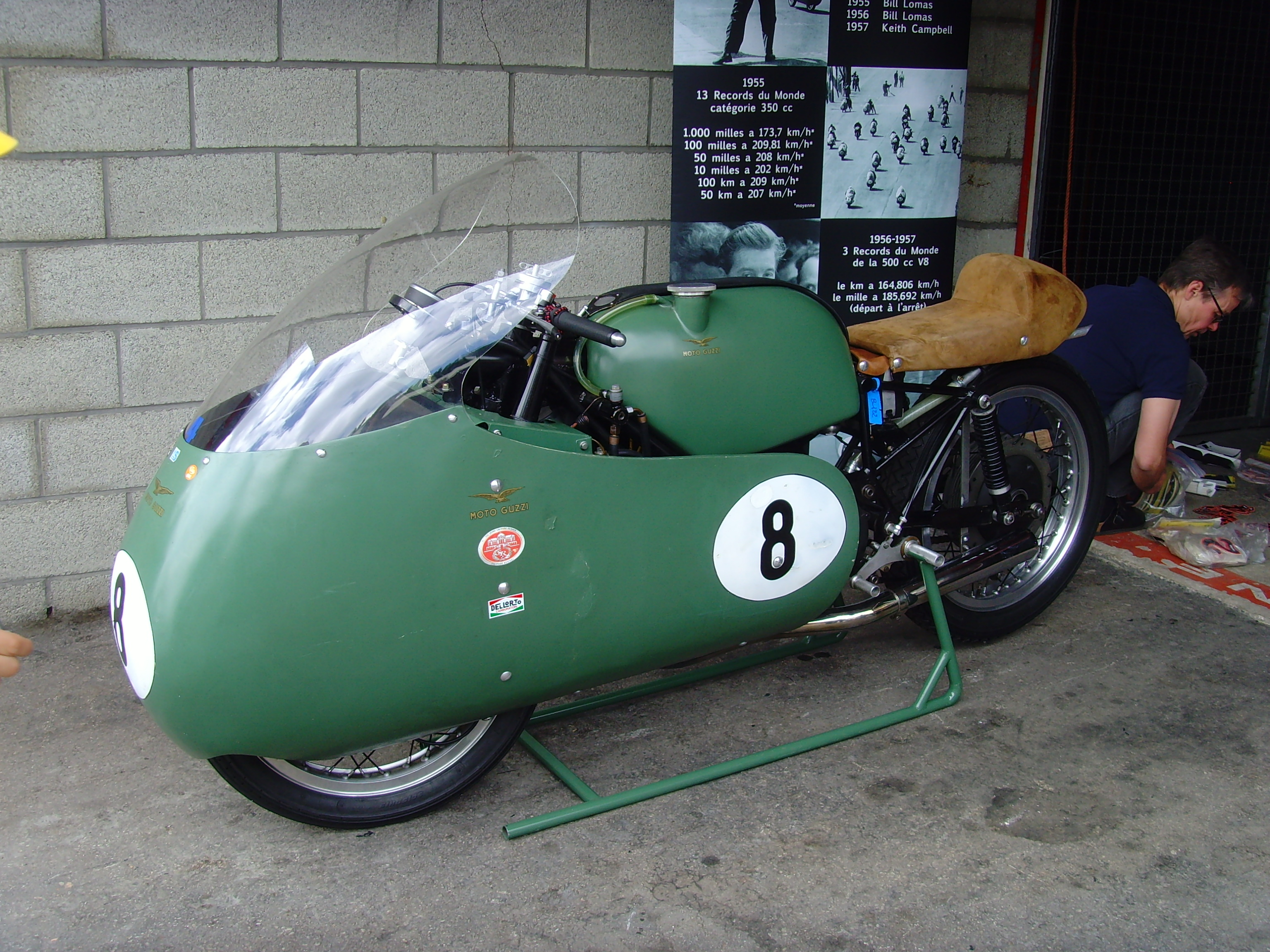
Moto Guzzi Monocilindrica 350

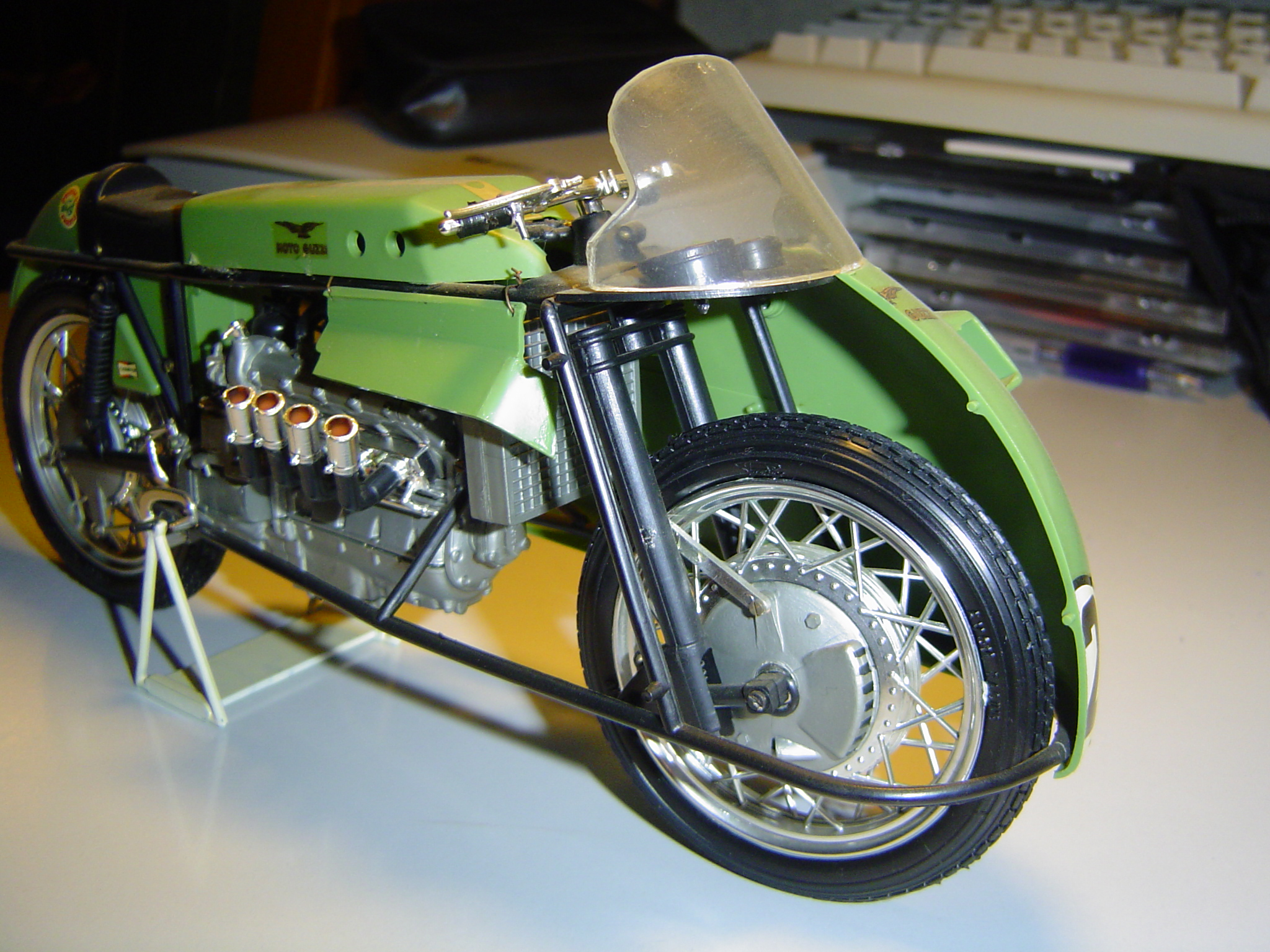
(Schaalmodel van de) Moto Guzzi Quattro Cilindri

In 1939 reed hij een 250cc-Moto Guzzi Albatros. Bij zijn debuut in de prestigieuze Milaan - Taranto-race wist hij, ondanks grote problemen met gebroken klepveren, bijna tot aan het einde de leiding te behouden. Enkele dagen na de race besloot hij ook een 500cc-Moto Guzzi Condor te kopen. Samen met zijn schoonvader, die tevens zijn monteur, manager, coach en chauffeur was, reisde hij naar Mandello del Lario om de machine aan te schaffen. Hij vroeg om een exemplaar zonder verlichting en elektrisch systeem omdat hij ermee wilde gaan racen, maar Carlo Guzzi was bang dat de jonge coureur geen goed figuur zou slaan met de Guzzi en verkocht hem de machine onder de voorwaarde dat hij niets mocht doen om hem op een fabrieksracer te laten lijken. Lorenzetti kocht de motor en reed rechtstreeks naar Lausanne, waar hij prompt de 250cc-race met de Albatros en de 500cc-race met de Condor won. Dit was de eerste overwinning voor beide typen buiten Italië. In 1940 werd hij 250cc-kampioen van Italië met de Albatros.
Na de Tweede Wereldoorlog werd hij nog niet meteen opgenomen in het fabrieksteam van Moto Guzzi, maar hij was als kampioen een beroemdheid en eigenlijk semi-fabrieksrijder want de fabriek verzorgde zijn machines bijzonder zorgvuldig. In 1946 en 1947 nam hij aan een groot aantal races deel. In 1947 botste hij in de laatste ronde van de Grand Prix des Nations met Guzzi-coureur Balzarotti, op het circuit dat was aangelegd in Milaan. Daardoor kon Gilera-coureur Arciso Artesiani de wedstrijd winnen, maar Lorenzetti raapte zijn machine op en wist nog als tweede te eindigen. Lorenzetti reed toen nog steeds op zijn Condor, Balzarotti beschikte al over de verbeterde Moto Guzzi Gambalunga, en Omobono Tenni en Bruno Ruffo zelfs over de tweecilinder Moto Guzzi Bicilindrica 500, maar zij waren beiden al uitgevallen.

### Moto Guzzi Gambalunghino
In 1948 gebruikte Lorenzetti nog steeds de 250cc-Albatros, terwijl de fabriekscoureurs al de beschikking hadden over de tweecilinder Moto Guzzi Bicilindrica 250. Die laatste voldeed niet erg goed, maar Lorenzetti vond bij toeval een betere motorfiets uit. Zijn Albatros was zwaar beschadigd nadat de aanhangwagen waar hij op stond was losgebroken. Hij gebruikte de schommelvoorvork, de remmen en de benzinetank van een 500cc-Moto Guzzi Gambalunga om de motorfiets te repareren. Dat leverde een 250cc-racer op die er niet alleen beter uitzag, maar ook beter stuurde en remde en die vanaf dat moment als fabrieksmotor zou worden gebruikt, de Moto Guzzi Gambalunghino. Lorenzetti werd opgenomen in het fabrieksteam en zijn eerste wapenfeit was een overwinning in de Ulster Grand Prix in 1948 met de 500cc-Gambalungho, die hem de Europese titel opleverde. De Gambalunghino zou goed zijn voor drie wereldtitels: in 1949 en 1951 met Bruno Ruffo en in 1952 met Lorenzetti zelf. 

### 1949
In 1949 reed hij voor het eerst de TT van Man, als enige Italiaanse afgevaardigde van Moto Guzzi, dat voor de lange Snaefell Mountain Course liever coureurs uitkoos die het circuit kenden, zoals Manliff Barrington en Tommy Wood. Vóór deze race besteedde Lorenzetti dan ook enkele dagen aan het bestuderen van elke bocht in het circuit, maar tijdens de race viel hij uit door motorpech. In 1949 werd hij kampioen van Italië met de Bicilindrica 500. Lorenzetti werd binnen het team van Moto Guzzi gewaardeerd vanwege zijn grote technische kennis. Daardoor kon hij ook bijdragen aan het sneller maken en correct afstellen van de racemotoren. Hij stelde zijn eigen motorfietsen dan ook altijd uiterst nauwkeurig af. Hij ontwikkelde zelf nieuwe onderdelen, die in veel gevallen op de racers werden toegepast. Hij werkte nauw samen met constructeur Giulio Cesare Carcano. In de Grand Prix van België werd hij met de Bicilindrica 500 derde

### 1951
Aan het begin van de jaren vijftig werd Lorenzetti steeds meer betrokken bij de ontwikkeling en het testen van nieuwe motorfietsen, waaronder de Quattro Cilindri, de Bialbero 250 en de Monocilindrica 350. Hij reed met de Bicilindrica 500 de snelste ronde in de opgeningsrace van het wereldkampioenschap, de Grand Prix van Spanje, maar viel uit. In de Grand Prix van Zwitserland werd hij derde in de 500cc-race en in de TT van Man werd hij met de Gambalunghino derde in de Lightweight TT. In de TT van Assen werd hij derde in de 500cc-race. Tijdens de trainingen van de Ulster Grand Prix was hij getuige van het dodelijke ongeluk van zijn teamgenoten Gianni Leoni en Sante Geminiani, waarbij hij zelf ook gewond raakte. Hij was tijdens de Grand Prix des Nations weer hersteld en won daar de 250cc-race. Hoewel hij in slechts twee 250cc-WK-races was gestart sloot hij het seizoen als vierde in de eindstand af. Hij won ook de 250cc-race van de Solituderennen, de eerste internationale race die de Duitsers na de Tweede Wereldoorlog mochten organiseren. 

### 1952: wereldkampioen 250 cc
Hoewel de Moto Guzzi 250 Bialbero waarschijnlijk al in ontwikkeling was, startte Moto Guzzi het seizoen 1952 met de Gambalunghino, die eigenlijk nog steeds een verbeterde Albatros uit 1939 was. Enrico Lorenzetti werd in de GP van Zwitserland tweede achter zijn vriend en teamgenoot Fergus Anderson, maar hij reed wel de snelste ronde. Ook in de Lightweight TT werd hij tweede achter Anderson, maar hij won de TT van Assen, waar Anderson slechts derde werd. Daardoor kwamen ze samen aan de leiding in de WK-stand te staan. In de Ulster Grand Prix werd Lorenzetti tweede achter Maurice Cann, maar Anderson scoorde geen punten. In de GP des Nations won Lorenzetti na een fotofinish van Werner Haas met de NSU Rennmax nadat ze allebei al dezelfde snelste ronde hadden gereden. Anderson werd slechts derde waardoor Lorenzetti zeker was van de wereldtitel. 

### 1953

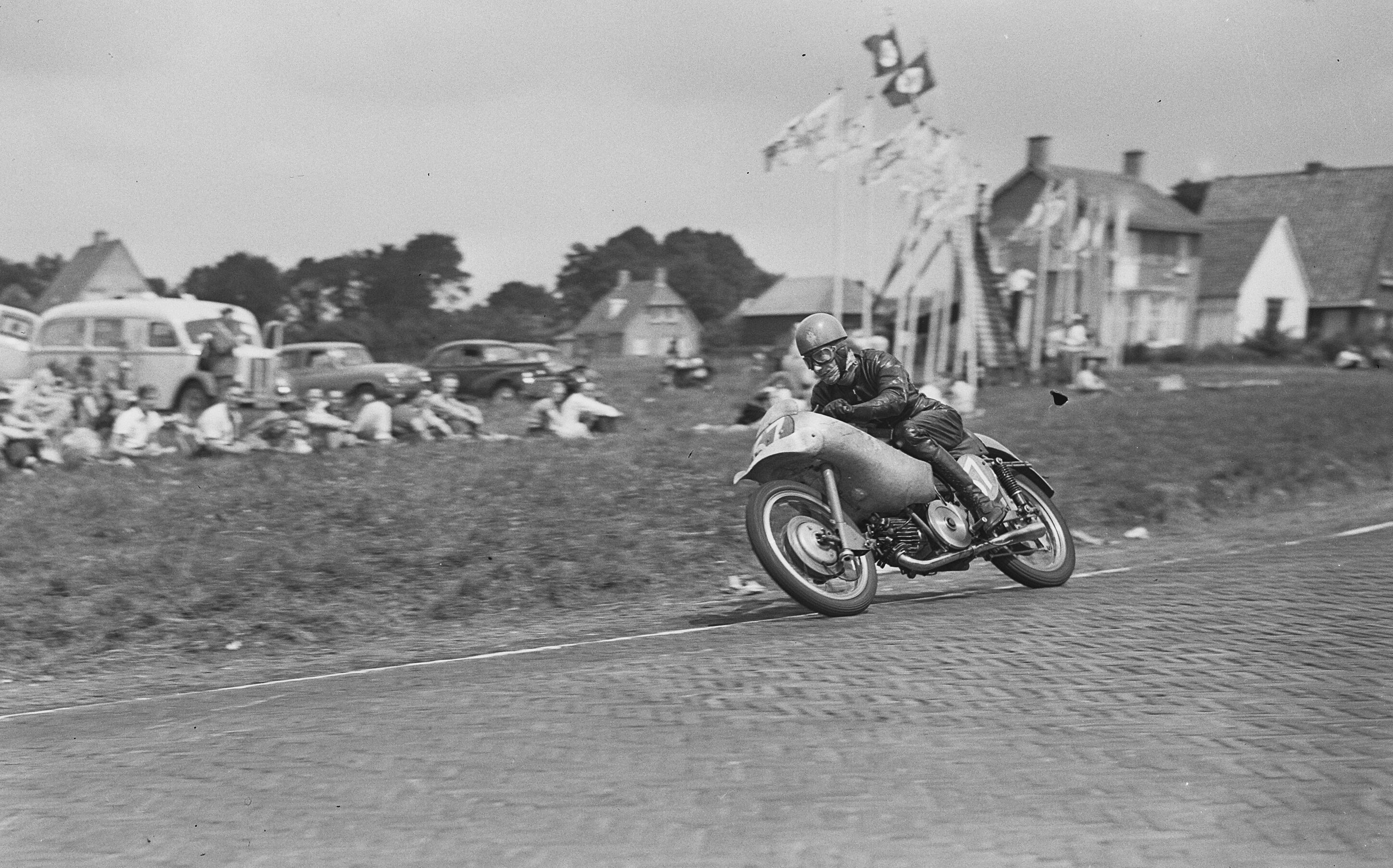
Lorenzetti (TT 1953)

In het seizoen 1953 bracht Moto Guzzi twee nieuwe machines aan de start: de Monocilindrica 350, een opgeboorde Moto Guzzi 250 Bialbero die op dat moment niet meer dan 317 cc mat, en de 500cc-viercilinder Quattro Cilindri. Enrico Lorenzetti had samen met testrijder Duilio Agostini geholpen met de ontwikkeling van beide machines. Lorenzetti won de 350cc-race in de TT van Assen en werd vierde in de 250cc-race. In de GP van België startte hij voor het eerst met de Quattro Cilindri, maar hij viel uit. Achter Fergus Anderson werd hij tweede in de 350cc-race. In de GP van Frankrijk won Anderson de 350cc-race met twee minuten voorsprong op Pierre Monneret (AJS). Lorenzetti werd weliswaar derde, maar met een ronde achterstand. In de Ulster Grand Prix koos Lorenzetti voor een start in de 250cc-klasse, die tegelijk met de 350cc-klasse reed. Hij werd daar vierde. In de GP van Zwitserland viel Lorenzetti in de 350cc-race, waardoor Anderson zeker was van de 350cc-wereldtitel. In de 250cc-race werd Lorenzetti vierde. In de GP des Nations reed Lorenzetti zowel in de 250cc- als de 350cc-race de snelste ronde en hij won ook beide races. Tijdens de afsluitende Grand Prix van Spanje won hij de 250cc-race. Hij sloot het seizoen af als tweede in de 350cc-stand en als derde in de 250cc-stand.

### 1954
Enrico Lorenzetti won in 1954 de eerste uitgave van de Coppa d'Oro Shell in Imola. Zijn WK-seizoen begon laat, want nadat geen enkele Monocilindrica 350 de finish had gehaald tijdens de TT van Man werd het team teruggeroepen naar Italië en werd ook de Ulster Grand Prix overgeslagen. In de GP van België ging het beter: Ken Kavanagh won de 350cc-race, Fergus Anderson werd tweede en Enrico Lorenzetti finishte als vierde. Tijdens de TT van Assen werd Lorenzetti tweede achter Anderson. Tijdens de GP van Duitsland vielen alle Moto Guzzi-fabrieksrijders door mechanische problemen uit, maar in de GP des Nations Lorenzetti weer tweede achter Anderson. 

### 1955
In het seizoen 1955 kreeg hij opnieuw een fabriekscontract, maar hij werkte waarschijnlijk vooral als testrijder nu Giulio Cesare Carcano druk was met de ontwikkeling van de nieuwe Otto Cilindri V8. Hij scoorde alleen punten in de 250cc-TT van Assen en in de 350cc-GP des Nations. 

### 1956
Vanaf het seizoen 1956 was Enrico Lorenzetti officieel privérijder, maar hij bleef de Moto Guzzi-fabriek ondersteunen met zijn technische kennis. Omgekeerd kon hij ook beschikken over een Bialbero 250, waarvan de ontwikkeling inmiddels gestaakt was. Met die machine werd hij derde in de TT van Assen en tweede in de GP des Nations. Hij bouwde in dit jaar nog een nieuwe racemotor met het motorblok van de Gambalunghino, dat was voorzien van een mechanische oliepomp die werd aangedreven door de veerbewegingen van de achtervork. Met deze motor won hij wedstrijden in Hockenheim, Neurenberg, Salzburg en de Sanremo - Ospedaletti race.

### 1957
In het seizoen 1957 reed hij nog voornamelijk in Italië, maar hij scoorde ook nog punten in de GP van Duitsland en zelfs een podiumplaats in de GP des Nations. Daarna beëindigde hij op 46-jarige leeftijd. 
Na zijn "racepensioen" werd Ernrico Lorenzetti dealer voor Moto Guzzi, maar enkele jaren later opende hij een cinematografisch laboratorium. Hij was al zijn hele leven filmliefhebber geweest.
Hij was erg lang en mager, wat hem de bijnaam "Filaper" opleverde. In Milanees dialect betekent dat "draadje".
Enrico Lorenzetti overleed in 1985, 78 jaar oud. Hij werd begraven in Cesena, naast zijn 41 jaar eerder overleden vriend Alano Montanari.

## Wereldkampioenschap wegrace resultaten
(Races in cursief geven de snelste ronde aan, punten (tussen haakjes) zijn inclusief streepresultaten)
| Jaar | Klasse | Team       | Motorfiets         | 1       | 2       | 3       | 4       | 5     | 6       | 7       | 8       | 9       | Punten  | Plaats | Overwinningen |                                                | Wereldkampioen |
| ---- | ------ | ---------- | ------------------ | ------- | ------- | ------- | ------- | ----- | ------- | ------- | ------- | ------- | ------- | ------ | ------------- | ---------------------------------------------- | -------------- |
| 1949 | 250 cc | Moto Guzzi | Gambalunghino      | IOM DNF | ZWI -   |         |         | ULS - | NAT -   |         |         |         | 0       | -      | 0             | Bruno Ruffo, Moto Guzzi Gambalunghino          |                |
| 1949 | 500 cc | Moto Guzzi | Bicilindrica 500   | IOM -   | ZWI -   | NED 10  | BEL 3   | ULS - | NAT -   |         |         |         | 7       | 8e     | 0             | Les Graham, AJS E90                            |                |
| 1951 | 250 cc | Moto Guzzi | Gambalunghino      |         | ZWI -   | IOM 3   |         |       | FRA -   | ULS -   | NAT 1   |         | 12      | 4e     | 1             | Bruno Ruffo, Moto Guzzi Gambalunghino          |                |
| 1951 | 500 cc | Moto Guzzi | Bicilindrica 500   | SPA DNF | ZWI 3   | IOM -   | BEL 8   | NED 3 | FRA 9   | ULS -   | NAT DNF |         | 8       | 8e     | 0             | Geoff Duke, Norton 30M                         |                |
| 1952 | 250 cc | Moto Guzzi | Gambalunghino      | ZWI 2   | IOM 2   | NED 1   |         | DUI ? | ULS 2   | NAT 1   |         |         | 28 (34) | 1e     | 2             | Enrico Lorenzetti, Moto Guzzi Gambalunghino    |                |
| 1953 | 250 cc | Moto Guzzi | Bialbero 250       | IOM DNF | NED 4   |         | DUI -   |       | ULS 4   | ZWI 4   | NAT 1   | SPA 1   | 22 (25) | 3e     | 2             | Werner Haas, NSU Rennmax                       |                |
| 1953 | 350 cc | Moto Guzzi | Monocilindrica 350 | IOM -   | NED 1   | BEL 2   | DUI -   | FRA 3 | ULS -   | ZWI DNF | NAT 1   |         | 26      | 2e     | 3             | Fergus Anderson, Moto Guzzi Monocilindrica 350 |                |
| 1953 | 500 cc | Moto Guzzi | Quattro Cilindri   | IOM -   | NED DNF | BEL DNF | DUI -   | FRA - | ULS -   | ZWI -   | NAT -   | SPA DNF | 0       | -      | 0             | Geoff Duke, Gilera 500 4C                      |                |
| 1954 | 350 cc | Moto Guzzi | Monocilindrica 350 | FRA -   | IOM -   | ULS -   | BEL 4   | NED 2 | DUI DNF | ZWI 7   | NAT 2   |         | 15      | 5e     | 0             | Fergus Anderson, Moto Guzzi Monocilindrica 350 |                |
| 1954 | 500 cc | Moto Guzzi | Quattro Cilindri   | FRA -   | IOM -   | ULS -   | BEL DNF | NED - | DUI -   | ZWI -   | NAT -   |         | 0       | -      | 0             | Geoff Duke, Gilera 500 4C                      |                |
| 1955 | 250 cc | Moto Guzzi | Bialbero 250       |         |         | IOM -   | DUI -   |       | NED 4   | ULS -   | NAT -   |         | 3       | 12e    | 0             | Hermann Paul Müller, NSU Sportmax              |                |
| 1955 | 350 cc | Moto Guzzi | Monocilindrica 350 |         | FRA -   | IOM -   | DUI -   | BEL - | NED -   | ULS -   | NAT 4   |         | 3       | 12e    | 0             | Bill Lomas, Moto Guzzi Monocilindrica 350      |                |
| 1956 | 250 cc | Privé      | Bialbero 250       | IOM -   | NED 3   | BEL DNF | DUI -   | ULS - | NAT 2   |         |         |         | 10      | 3e     | 1             | Carlo Ubbiali, MV Agusta 250 Bialbero          |                |
| 1957 | 250 cc | Privé      | Bialbero 250       | DUI 4   | IOM -   | NED -   | BEL -   | ULS - | NAT 3   |         |         |         | 7       | 9e     | 0             | Cecil Sandford, Mondial 250 Bialbero           |                |